# パルシステム生活協同組合連合会
パルシステム生活協同組合連合会（パルシステムせいかつきょうどうくみあいれんごうかい）は、1990年2月9日に設立された日本の生活協同組合（生協）の連合会組織である。1都12県を活動エリアとしており、パルシステムグループとして、食品などの商品供給事業・共済・保険事業・福祉事業などをしている。東京都新宿区に主たる事務所を置いている。生協の全国組織である日本生活協同組合連合会に加盟している。

## 概要
活動地域は東京都と神奈川県、千葉県、埼玉県、茨城県、栃木県、群馬県、福島県、山梨県、静岡県、新潟県、宮城県、長野県の1都12県である。
加盟生協数は13、組合員総数は約168.3万人、職員数399人、総事業高2,569.1億円（2022年3月31日現在）
食を中心とした商品供給、共済・保険、福祉、電力の4事業を運営している。

## 沿革
- 1977年 - 「首都圏生活協同組合事業連絡会議」発足。
- 1987年 - 「首都圏コープ事業連合」に名称変更。
- 1990年2月9日 - 生活協同組合連合会首都圏コープ事業連合として法人改組。
- 1992年 - 青果共同仕入事業の「株式会社ジーピーエス」設立。青果の仕入物流を開始。
- 2003年 - 環境事業の「株式会社エコサポート」設立（現在の株式会社パルシステム電力）。
- 2004年2月1日 - 牛をモチーフにした「こんせんくん」をキャラクターに設定し、「パルシステム」ブランドを強調した事業を開始する。
- 2005年9月 - 「パルシステム生活協同組合連合会」に名称変更。
- 2016年 - 「株式会社エコサポート」を「株式会社パルシステム電力」に改称。発電事業を担う子会社、「株式会社パルシステム発電」を設立。
- 2017年 - 第1回「ジャパンSDGsアワード」で、SDGs推進副本部長（内閣官房長官）賞を受賞。

## 食の安全への取り組み
福島第一原子力発電所事故による放射性物質へのパルシステム対応方針には、「暫定規制値の見直しを政府に求めるとともに、できる商品群から自主基準を定めます」とあり、東北・関東産の食品を自主検査機関で調べている。検査結果はウェブサイトにて公表している。

## 加盟生協
- 生活協同組合パルシステム東京（本部：東京都新宿区）※旧称：生活協同組合東京マイコープ
- 生活協同組合パルシステム神奈川（本部：神奈川県横浜市）※2020年名称変更、旧称：生活協同組合パルシステム神奈川ゆめコープ
- 生活協同組合パルシステム埼玉（本部：埼玉県蕨市）※旧称：生活協同組合ドゥコープ
- 生活協同組合パルシステム千葉（本部：千葉県船橋市）※旧称：生活協同組合エル
- 生活協同組合パルシステム茨城 栃木（本部：茨城県水戸市）※旧称：生活協同組合ハイコープ→生活協同組合パルシステム茨城 ※2018年9月名称変更（「半角スペース＋栃木」が加わった）
- 生活協同組合パルシステム山梨（本部：山梨県甲府市）※旧称：生活協同組合コープやまなし
- 生活協同組合パルシステム群馬（本部：群馬県高崎市）
- 生活協同組合パルシステム福島（本部：福島県いわき市）※旧称：いわき市民生活協同組合
- 生活協同組合パルシステム静岡（本部：静岡県富士市）（2007年8月加盟）
- 生活協同組合パルシステム新潟ときめき（本部：新潟県新潟市）（2017年2月創立）※2019年名称変更、旧称：新潟ときめき生活協同組合

## 不祥事
- 2024年9月4日、下請け業者に支払う代金を不当に減額したとして、公正取引委員会は下請法違反（減額の禁止）で再発防止を勧告し、発表した。パルシステムは8月6日に減額分の計約2770万円を下請け5社に返金したという[5]。